# Deltochilum crenulipes
Deltochilum crenulipes es una especie de escarabajo del género Deltochilum, tribu Deltochilini, familia Scarabaeidae. Fue descrita científicamente por Paulian en 1938.
Habita en bosques siempreverdes a altitudes que van desde los 200 hasta 1680 metros sobre el nivel del mar.

## Distribución
Se distribuye por Brasil, Colombia, Ecuador y Perú.